# Arrondissements de la Manche

Carte des cantons et arrondissement de la Manche avant 2015.

Carte des 27 cantons de la Manche créés après le redécoupage de 2015.

Le département de la Manche comprend quatre arrondissements.

## Composition
| Nom                         | Code Insee | Superficie (km2) | Population (dernière pop. légale) | Densité (hab./km2) | Modifier             |
| --------------------------- | ---------- | ---------------- | --------------------------------- | ------------------ | -------------------- |
| Arrondissement d'Avranches  | 501        | 1 888,20         | 135 095 (2022)                    | 72                 | modifier les données |
| Arrondissement de Cherbourg | 502        | 1 643,90         | 187 300 (2022)                    | 114                | modifier les données |
| Arrondissement de Coutances | 503        | 1 142,10         | 70 570 (2022)                     | 62                 | modifier les données |
| Arrondissement de Saint-Lô  | 504        | 1 277,30         | 103 850 (2022)                    | 81                 | modifier les données |
| Manche                      | 50         | 5 938,00         | 496 815 (2022)                    | 84                 | modifier les données |

### Anciens arrondissements
- Arrondissement de Mortain
- Arrondissement de Valognes

## Histoire
- 1790 : création du département de la Manche avec sept districts : Avranches, Carentan, Cherbourg, Coutances, Mortain, Saint-Lô, Valognes
- 1796 : le chef-lieu du département est déplacé de Coutances à Saint-Lô
- 1800 : création des arrondissements : Avranches, Coutances, Mortain, Saint-Lô, Valognes
- 1811 : création de l'arrondissement de Cherbourg
- 1926 : suppression des arrondissements de Mortain et Valognes
- 1944 : la préfecture est déplacée à Coutances, jusqu'à la reconstruction de Saint-Lô
- 2000 : Les communes de Cherbourg et Octeville fusionnent mais l'arrondissement de Cherbourg ne change pas de nom[1]